# Jurva
Jurva est une ancienne municipalité de l'ouest de la Finlande, dans la région d'Ostrobotnie du Sud.
Elle a fusionné en 2009 avec la ville de Kurikka.

## Géographie
Bien que située dans la grande plaine ostrobotnienne, on y trouve de petits eskers et autres ondulations rompant la monotonie du paysage. La commune est assez originale pour l'Ostrobotnie du Sud car elle est nettement plus industrielle qu'agricole. Les champs cultivés ne couvrent que 14,5 % de la superficie totale et la forêt pas moins de 63 %, un taux clairement élevé en Finlande occidentale.
L'industrie consiste pratiquement en une seule activité, la construction de meubles. Les principales entreprises sont EJH Hiipakka, MackFinn, Laitala et Hakola, et la petite commune est un des principaux centres de production de mobilier du pays. À la suite des difficultés que connaît depuis plusieurs années le secteur, la population est en nette diminution.
Les villes de Vaasa et Seinäjoki sont à environ 50 km.

## Jumelage
- Sauga (Estonie)